# Jacky Cheung
Jacky Cheung (ur. 10 lipca 1961 w Hongkongu) − hongkoński aktor filmowy i telewizyjny oraz piosenkarz popowy. Był także dyrektorem opery i wokalistą jazzowym.

## Dyskografia
| Rok  | Tytuł                          | Język                             |
| ---- | ------------------------------ | --------------------------------- |
| 1985 | Smile                          | kantoński                         |
| 1985 | 交叉算了                       | kantoński                         |
| 1985 | Amour 遙遠的她                 | kantoński                         |
| 1986 | 相愛                           | kantoński                         |
| 1986 | 情無四歸                       | mandaryński                       |
| 1987 | 炸彈                           | kantoński                         |
| 1987 | 張學友 JACKY                   | kantoński                         |
| 1987 | 在我心深處                     | mandaryński                       |
| 1988 | 昨夜夢魂中                     | kantoński                         |
| 1988 | 意亂情迷                       | mandaryński                       |
| 1989 | 給我親愛的                     | kantoński                         |
| 1989 | 絲絲記憶情歌精選               | kantoński                         |
| 1989 | 祇願一生愛一人                 | kantoński                         |
| 1990 | 夢中的你                       | kantoński                         |
| 1990 | 張學友的初戀故事・似曾相識     | mandaryński                       |
| 1991 | 情不禁                         | kantoński                         |
| 1991 | 一顆不變心                     | kantoński                         |
| 1991 | 壯志驕陽                       | kantoński                         |
| 1991 | 愛你多一些精選                 | kantoński                         |
| 1992 | 真情流露                       | kantoński                         |
| 1992 | 愛・火・花                     | kantoński                         |
| 1993 | 我與你                         | kantoński                         |
| 1993 | JACKY●忘記他                   | kantoński                         |
| 1993 | 祇想一生跟你走                 | kantoński                         |
| 1993 | 等你等到我心痛                 | kantoński                         |
| 1993 | 吻別                           | mandaryński                       |
| 1993 | 祝福                           | mandaryński                       |
| 1994 | 餓狼傳説                       | kantoński                         |
| 1994 | 餓狼傳説 (REMIX)               | kantoński                         |
| 1994 | 24ＫGold 金藏集                | kantoński                         |
| 1994 | 這個冬天不太冷                 | kantoński                         |
| 1994 | 偸心                           | mandaryński                       |
| 1994 | 一生跟你走・年度代表作品輯     | kantoński, mandaryński            |
| 1995 | 真愛新曲＋精選                 | mandaryński                       |
| 1995 | 擁友                           | mandaryński                       |
| 1995 | 過敏世界                       | kantoński                         |
| 1995 | 三年兩語                       | kantoński, mandaryński            |
| 1996 | 愛與交響曲                     | kantoński                         |
| 1996 | 忘記你我做不到                 | mandaryński                       |
| 1997 | 想和你去吹吹風                 | mandaryński                       |
| 1997 | 不老的傅説                     | kantoński                         |
| 1997 | 雪‧狼‧湖                       | kantoński, mandaryński            |
| 1998 | 友情歌歳精選                   | kantoński, mandaryński            |
| 1998 | 釋放自己                       | kantoński                         |
| 1998 | 不後悔                         | mandaryński                       |
| 1999 | 有個人                         | kantoński                         |
| 1999 | 走過1999                       | mandaryński                       |
| 2000 | Jacky Cheung 15                | kantoński, mandaryński, angielski |
| 2000 | 當我想起你                     | kantoński, mandaryński, angielski |
| 2000 | Touch of Love                  | kantoński, mandaryński, angielski |
| 2001 | 天下第一流                     | kantoński                         |
| 2001 | 學友‧熱                        | mandaryński                       |
| 2002 | 學友精選                       | mandaryński, kantoński            |
| 2002 | 他在那裡                       | mandaryński, kantoński            |
| 2003 | 張學友音樂之旅Live音樂會       | kantoński, mandaryński, angielski |
| 2004 | Life is Like a Dream]          | kantoński                         |
| 2004 | 黑與白(新歌+精選)              | mandaryński                       |
| 2004 | 活出生命Live演唱會             | kantoński, mandaryński, angielski |
| 2005 | 雪狼湖 全新國語版              | mandaryński                       |
| 2007 | 在你身邊                       | mandaryński                       |
| 2008 | 學友光年世界巡迴演唱會         | kantoński, mandaryński, angielski |
| 2010 | Private Corner Private Corner  | kantoński, angielski              |
| 2010 | 旗開得勝                       | mandaryński, angielski            |
| 2010 | 張學友Private Corner迷你音樂會 | kantoński, mandaryński, angielski |

## Filmografia
- 1998: Kiedy łzy przeminą
- 1989: Czyniący cuda
- 1990: Dni naszego szaleństwa
- 1991: Dawno temu w Chinach
- 1993: Popioły czasu
- 2003: Gam gai 2
- 2004: Gong wu
- 2006: Sei dai tinwong